# Busbetrieb Aarau
Die Busbetrieb Aarau AG (BBA, auch Busbetriebe Aarau) ist ein Schweizer Verkehrsunternehmen der Stadt Aarau im Kanton Aargau. Im Jahr 2023 wurden rund 8'348 Millionen Fahrgäste befördert und dabei über 11,2 Millionen Schweizer Franken umgesetzt. Der Busbetrieb Aarau trat von 2002 bis 2018 zusammen mit der Wynental- und Suhrentalbahn unter der Dachmarke AAR bus+bahn auf.
Die Tarifstruktur von Bus Aarau ist in den Tarifverbund A-Welle integriert.

## Geschichte
Am 1. Oktober 1955 gründeten drei Chauffeure mit zwei Mietfahrzeugen den Busbetrieb als Verein, wobei die Wynentalbahn die Geschäftsführung übernahm. Das damalige Streckennetz bestand bereits aus sieben Linien mit einer Gesamtlänge von 16 Kilometern. Erschlossen waren die Dörfer Buchs, Rohr, der nördliche Teil von Suhr sowie die Aarauer Stadtquartiere Gönhard, Zelgli, Telli und Scheibenschachen.
Im Jahr 1960 wandelte sich der Verein in eine Aktiengesellschaft um. Neu lautete der Unternehmensname «Busbetrieb Aarau AG». Mehrmals wurde das Liniennetz ausgebaut, und 1976 übernahm der Busbetrieb die Linien nach Obererlinsbach, Küttigen und Biberstein von den PTT. Aufgrund dieser Erweiterung betrug die Länge des Streckennetzes 38 Kilometer, und der Fahrzeugpark musste daher auf 19 Fahrzeuge erhöht werden. Der Bau eines Buszentrums in der Telli wurde damit unumgänglich. 1986 wurde die Barmelweid-Linie der gleichnamigen Klinik übernommen und 1990 mit einer neuen Linie die Gemeinden Eppenberg-Wöschnau, Schönenwerd und Gretzenbach angeschlossen. Weiter wurde die damalige Buslinie 8 vom Lindenfeld bis zum Bahnhof Suhr verlängert.

## Fahrzeugpark
BBA Bus Aarau verfügt über eine Flotte von 14 Normal- und 22 Gelenkbussen der Hersteller Solaris, Volvo,  Mercedes und MAN. Alle Fahrzeuge verfügen über Niederflureinstiege. Von den 22 Gelenkbussen sind 15 elektrische Busse eCitaro von Mercedes und 6 Solaris mit Diesel Antrieb sowie 1 MAN Lions City. Von den 14 Normalbussen sind 12 Volvo 7900H Busse und 2 Urbino 12 LE von Solaris auf den Strassen unterwegs.

## Liniennetz
Der Busbetrieb Aarau verkehrt auf einem Streckennetz von 55 Kilometern Länge. Die sieben Linien erschliessen neben der Stadt Aarau acht weitere Gemeinden im Kanton Aargau und im Kanton Solothurn.
| Linie | Strecke |
| ----- | --- |
| 1     | Küttigen Kreuz – Aarau Rathaus – Aarau Bahnhof – Buchs Wynenfeld                                                         |
| 2     | (Barmelweid –) Erlinsbach Oberdorf – Erlinsbach Dorfplatz – Aarau Rathaus – Aarau Bahnhof – Telli – Aarau Rohr Unterdorf |
| 3     | Aarau Bahnhof – Wöschnau – Schönenwerd – Gretzenbach Weid                                                                |
| 4     | Suhr Bahnhof – Aarau Bahnhof – Aarau Rathaus – Biberstein Ihegi                                                          |
| 5     | Rundkurs: Aarau Bahnhof – Goldern – Zelgli – Aarau Bahnhof                                                               |
| 6     | Suhr Bahnhof – Kantonsspital – Aarau Bahnhof – Aarau Wöschnauring                                                        |
| 7     | Rundkurs: Aarau Bahnhof – Zelgli – Goldern – Aarau Bahnhof                                                               |